# Kellington
Kellington – wieś w Anglii, w hrabstwie North Yorkshire, w dystrykcie (unitary authority) North Yorkshire. Leży 28 km na południe od miasta York i 256 km na północ od Londynu.